# Walt Crawford
Walt Crawford ist ein US-amerikanischer Bibliothekar.
Er beschäftigt sich vor allem mit Technologie-bezogenen Themen im Bibliotheksbereich und war Präsident der Library and Information Technology Association (LITA), einer Abteilung der American Library Association (ALA). Crawford ist Autor einer Reihe von Büchern und einer Vielzahl von Artikeln und Vorträgen. Unter anderem gibt er das Online-Journal „Cites & Insights“ heraus, dessen Hauptautor er ist.